# Harpactea monicae
Harpactea monicae là một loài nhện trong họ Dysderidae.
Loài này thuộc chi Harpactea. Harpactea monicae được miêu tả năm 1991 bởi Robert Bosmans & Beladjal.